# Visjön (Offerdals socken, Jämtland)
Visjön är en sjö i Krokoms kommun i Jämtland och ingår i Indalsälvens huvudavrinningsområde. Sjön har en area på 0,228 kvadratkilometer och ligger 320,9 meter över havet. Sjön avvattnas av vattendraget Sågbäcken.

## Delavrinningsområde
Visjön ingår i det delavrinningsområde (704226-142061) som SMHI kallar för Utloppet av Visjön. Medelhöjden är 432 meter över havet och ytan är 12,15 kvadratkilometer. Det finns inga avrinningsområden uppströms utan avrinningsområdet är högsta punkten. Sågbäcken som avvattnar avrinningsområdet har biflödesordning 4, vilket innebär att vattnet flödar genom totalt 4 vattendrag innan det når havet efter 234 kilometer. Avrinningsområdet består mestadels av skog (69 procent) och jordbruk (10 procent). Avrinningsområdet har 0,23 kvadratkilometer vattenytor vilket ger det en sjöprocent på 1,9 procent.